# Az Új köztemető krematóriuma
Az Új köztemető krematóriuma, olykor Budapest–Rákoskeresztúri krematórium, Fővárosi Hamvasztóüzem a főváros első hamvasztóüzeme volt a Budapesti Temetkezési Intézet kezelésében, amely 1968-ban nyílt meg. Ma már nem üzemel.

## Története
A főváros növekedésével és a temetkezési szokások megváltozásával már a 19. század végén felmerült egy nagy budapesti krematórium építésének gondolata. 1903-ban, majd 1915-ben pályázatot is írtak ki rá, azonban a számos terv egyike sem valósult meg, részben a tervekben szereplő épületek túldíszítettsége, részben a korabeli világi és egyházi közgondolkodás ellenséges volta miatt.
Nem is épült Budapesten krematórium egészen az 1960-as évekig, annak ellenére, hogy Debrecenben már 1951-től működött ilyen létesítmény. Végül a főváros mégis az építése mellett döntött, és 1964–1967 között felépült, majd 1968 májusában a rákoskeresztúri Új köztemető területén megnyílt a Pomsár János (1931–2018) tervei szerint épült nagy budapesti krematórium. A létesítmény kapudomborműveit Bohus Zoltán készítette.
Az 1980-as években nagy port kavart a hamvasztó működésével kapcsolatban napvilágra került hiányosságok sora. 1980 és 1983 között Tímár Péter fényképész Gyász címmel fotósorozatot készített, amely rámutatott a halottakkal való nem megfelelő, kegyeletsértő bánásmódra a dolgozók részéről. (Egymásra dobált, vagy éppen felfordított koporsók, kilógó fejek, kezek, lábak, stb.) Nem sokkal később nyilvános kiállítás is nyílt a fényképekből, amelyet azonban a főváros mindössze két nap után be is záratott. (Érdekesség, és Tímár megítélésnek pozitív változását mutatja, hogy 2012-ben pont ezzel a felkavaró sorozatával került be Urbán Ádám PéldaKÉPek című sorozatába.)
1991-ben Erdélyi István újságíró az úgynevezett Tranger Kristóf-ügyben folytatott nyomozása során tekinthetett bele bővebben a krematórium napi „munkáiba”. Több interjút is készített, amelyekben megszólaltak a krematórium munkatársai, beleértve Takács István, a krematórium akkori vezetőjét. Erdélyi úgy találta, hogy sok mindenért nem a krematórium dolgozói a felelősek, hanem a kórházak, amelyek sokszor kegyeletsértő módon (pl. felnőttet ruha nélkül, kisbaba holttestet nejlon szatyorba dobva) küldenek be a krematóriumba. Kutatásait Árván a krematóriumban című könyvében foglalta össze.
Ugyanerről az időszakról egy magát pontosabban meg nevezni nem akaró, K. J. monogramú temetkezési dolgozó is beszámolt 2003-ban a Gondola.hu elektronikus hírportálnak, aki a fentiek mellett (amit személyesen is látott elmondása szerint), még borzalmasabb dolgokat is hallott munkatársaitól akkoriban.
1987-ben Radó Dezső A temető csendje című riportkötetében közölt egy beszélgetést Egy nap a krematóriumban címmel, amely az Új köztemető hamvasztóüzemével kapcsolatban mutatta be a dolgozók napi munkáját, a krematóriumról való vélekedéseit. Ugyanez a téma szerepelt Réz Kata Életre ítélve című könyvében is (1999).
A halotthamvasztó közel 40 éven át működött. Az ezredforduló idejére meglehetősen leromlott műszaki állapotba került, felújítása jelentős anyagi forrásokat igényelt volna. Egyszerűbbnek látszott új egységet építeni, ezért a bezárása mellett döntöttek. Ez 2007. január 1-jén történt meg. A létesítmény fennállása alatt közel 2 millió embert hamvasztott el. Szerepét a csömöri krematórium vette át.
A kiürített, omladozó épületeket azonban nem bontották el. Napjainkra a természet kezdi visszahódítani. 2021-ben Hajner Gyula, a szellemvarosok.blog.hu munkatársa videófelvételt készített a kísérteties helyről.

## Képek
- https://bco.gportal.hu/picview.php?prt=229946&gid=2999285&index=1
- https://bco.gportal.hu/picview.php?prt=229946&gid=2999285&index=15

## Kapcsolódó oldalak
- Új köztemető